# Брус Уилис
Уо̀лтър Брус Уѝлис (на английски: Walter Bruce Willis) е американски актьор, продуцент и певец, носител на награди „Златен глобус“, „Златна камера“, „Изборът на публиката“ и две награди „Еми“, номиниран е за четири награди „Сатурн“. Известни филми с негово участие са „Умирай трудно“, „Умирай трудно 2“, „Последният бойскаут“, „Криминале“, „Петият елемент“, „Армагедон“, „Шесто чувство“, „Град на греха“, „Looper: Убиец във времето“, сериалите „Съдружници по неволя“, „Приятели“ и други. В най-добрата си форма  Уилис е висок 183 см. 

## Биография
Брус Уилис е роден на 19 март 1955 г. във военната база на германския град Идар-Оберщайн в Западна Германия. Майка му е германка, а баща му е американски войник. През 1957 г. семейството му се връща в американското градче Пенс Гроув, щата Ню Джърси. Брус е буйно дете с не много добър успех в училище. Свири в малък оркестър и участва в училищната театрална трупа. След завършването на училище, записва да учи Монтклеърския държавен колеж, за да продължи театралното си образование.
Брус Уилис е женен за актрисата Деми Мур от 21 ноември 1987 до 18 октомври 2000. Двойката не дава обяснение за раздялата си. Имат три деца: Румър Глен Уилис (р. 1988), Скаут ЛаРу Уилис (р. 1991) и Талюла Бел Уилис (р. 1994). Все още поддържат приятелски отношения и делят къща и общ бизнес в окръг Блейн в Айдахо. През февруари 2009 година се жени за Ема Хеминг на тайна церемония на Бахамските острови. На 1 април 2012 се ражда дъщеря им Мейбъл Рей Уилис, а на 5 май 2014 г. – втората им дъщеря, Евелин Пен.. Семейството известно време живее в Ню Йорк, в апартамент в близост до Сентръл парк, но от 2019 г. те живеят в квартала Брентууд на Лос Анджелис.
През април 2009 г. Брус Уилис подписва договор с френския гигант „Belvedere S.A.“ да бъде международно лице на водката Sobieski и участва в специална рекламна кампания срещу 3,3% от собствеността на компанията.
През пролетта на 2022 г. Брус Уилис е диагностициран с афазия, и той приключва актьорската си кариера. Този факт е съобщен на 30 март 2022 г. от роднините на актьора.

## Кариера
През 1979 г. започва да играе малки роли в театри. През следващите 2 години има и малки участия във филми: „Първият смъртоносен грях“ и „Присъдата“. Късметът му проработва през 1985 г. когато го избират, за ролята на Дейвид Адисън в сериала „Съдружници по неволя“ (1985–89). За участието си, през 1987 г. е отличен с награда „Еми“. Следва „Среща с непозната“ с Ким Бейсингър. Филмът, който го издига на върха, е „Умирай трудно“.

## Любопитно
- Той е левичар.
- Понякога носи обица на лявото си ухо, което продупчва още на 14.
- Има татуировка на дясното си рамо. (2003)
- Поддръжник е на Републиканската партия.
- Замества болния Дейвид Летърман в шоуто му на 26 февруари 2003, когато всъщност трябва да му гостува.
- Притежава бар „Mint“ и театъра „Liberty“ в Хейли в Айдахо.
- Лутеран е.
- Говори немски на сравнително високо ниво.

## Филмография
- „Първият смъртоносен грях“ (1980)
- „Присъдата“ (1982)
- „Съдружници по неволя“ (1985 – 1989)
- „Среща с непозната“ (1987)
- „Sunset“ (1988)
- „Умирай трудно“ (1988)
- „That's Adequate“ (1989) (камео)
- „В страната“ (1989)
- „Виж кой говори“ (1989) (глас)
- „Умирай трудно 2“ (1990)
- „Виж кой говори пак“ (1990) (глас)
- „Кладата на суетата“ (1990)
- „Убийствени мисли“ (1991)
- „Хъдсън Хоук“ (1991)
- „Били Батгейт“ (1991)
- „Последният бойскаут“ (1991)
- „The Player“ (1992) (камео)
- „Смъртта ѝ прилича“ (1992)
- „Заредено оръжие“ (1993) (камео)
- „Точен прицел“ (1993)
- „Север“ (1994) (говорител)
- „Цвят на нощ“ (1994)
- „Криминале“ (1994)
- „Няма балами“ (1994)
- „Умирай трудно 3“ (1995)
- „Четири стаи“ (1995)
- „12 маймуни“ (1995)
- „Последният оцелял“ (1996)
- „Бийвъс и Бътхед правят Америка“ (1996) (глас)
- „Петият елемент“ (1997)
- „Чакала“ (1997)
- „Код Меркурий“ (1998)
- „Армагедон“ (1998)
- „Блокада“ (1998)
- „Franky Goes to Hollywood“ (1999) (кратка поява)
- „Закуска за шампиони“ (1999)
- „Шесто чувство“ (1999)
- „Разделени заедно“ (1999)
- „Девет ярда“ (2000) (също и продуцент)
- „Хлапето“ (2000)
- „Неуязвимият“ (2000)
- „Бандити“ (2001)
- „Войната на Харт“ (2002)
- „Grand Champion“ (2002) (камео)
- „Плачът на Слънцето“ (2003)
- „Rugrats Go Wild!“ (2003) (глас)
- „Ангелите на Чарли: Газ до дупка“ (2003) (камео)
- „Десет ярда“ (2004)
- „Бандата на Оушън 2“ (2004) (камео)
- „Заложник“ (2005) (също и продуцент)
- „Град на греха“ (2005)
- „Късметът на Слевин“ (2005)
- „Алфа дог“ (2005)
- „През плета“ (2006) (глас)
- „16 пресечки“ (2006) (също и продуцент)
- „Идеалната непозната“ 2007
- „Умирай трудно 4“ (2007) (също и продуцент)
- „Тайните на Холивуд“ (2008)
- „Двойници“ (2009)
- „Скатавки“ (2010)
- „Непобедимите“ (2010)
- „Бесни страшни пенсии“ (2010)
- „В царството на пълнолунието“ (2012)
- „Непобедимите 2“ (2012)
- „Студена светлина“ (2012)
- „Looper: Убиец във времето“ (2012)
- „Умирай трудно: Денят настъпи“ (2013)
- „G.I. Joe: Ответен удар“ (2013)
- „Бесни страшни пенсии 2“ (2013)
- „Град на греха 2: Жена, за която да убиеш“ (2014)
- „Смъртоносен порок“ (2015)
- „Измъкване“ (2015)
- „На парчета“ (2016)
- „Лично правосъдие“ (2018)
- „Стъкления“ (2019)